# Uniwersytet w Wollongong
Uniwersytet w Wollongong (ang. University of Wollongong) – australijska uczelnia państwowa z siedzibą w mieście Wollongong, w stanie Nowa Południowa Walia.

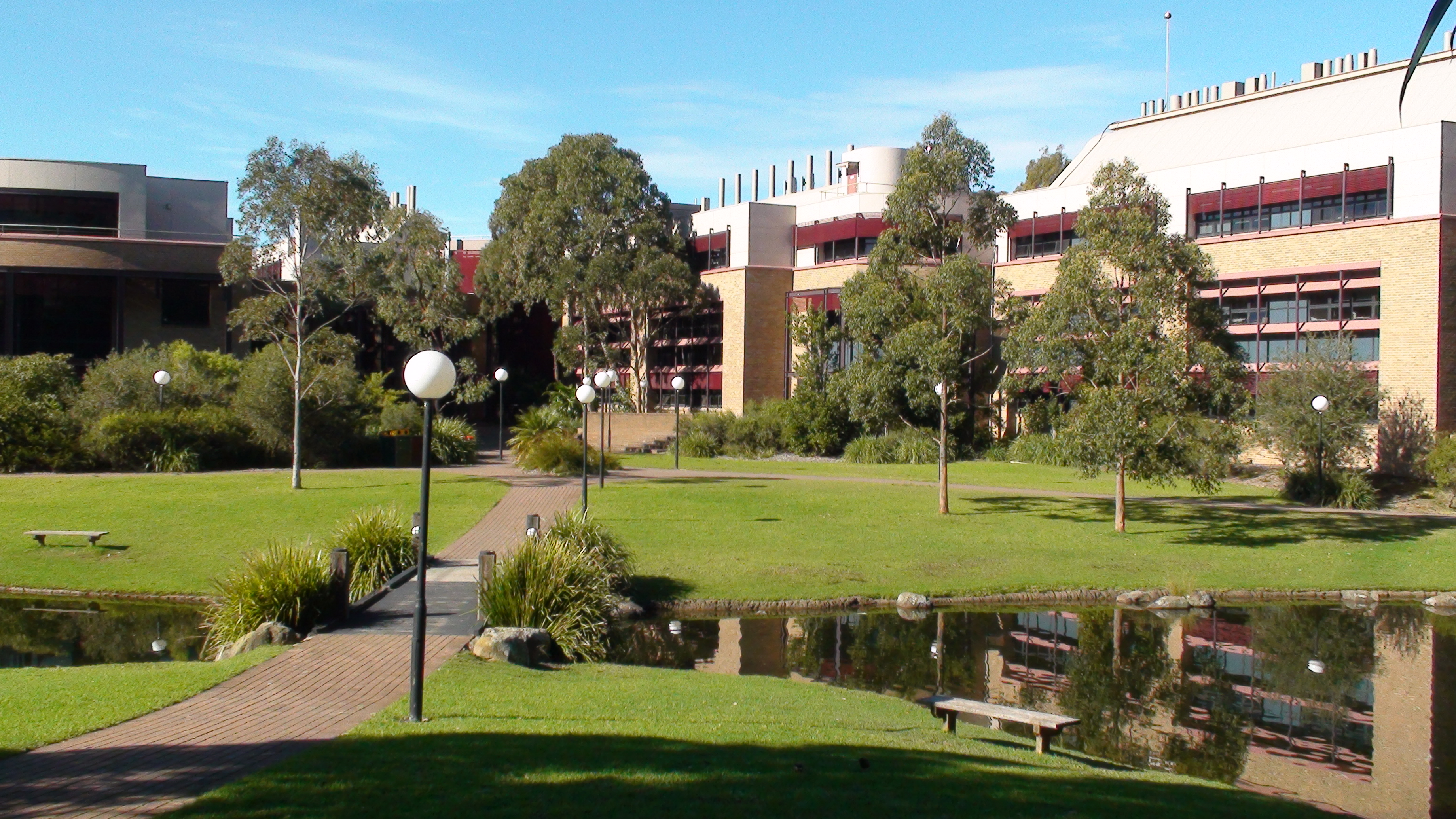
Budynek nauk ścisłych

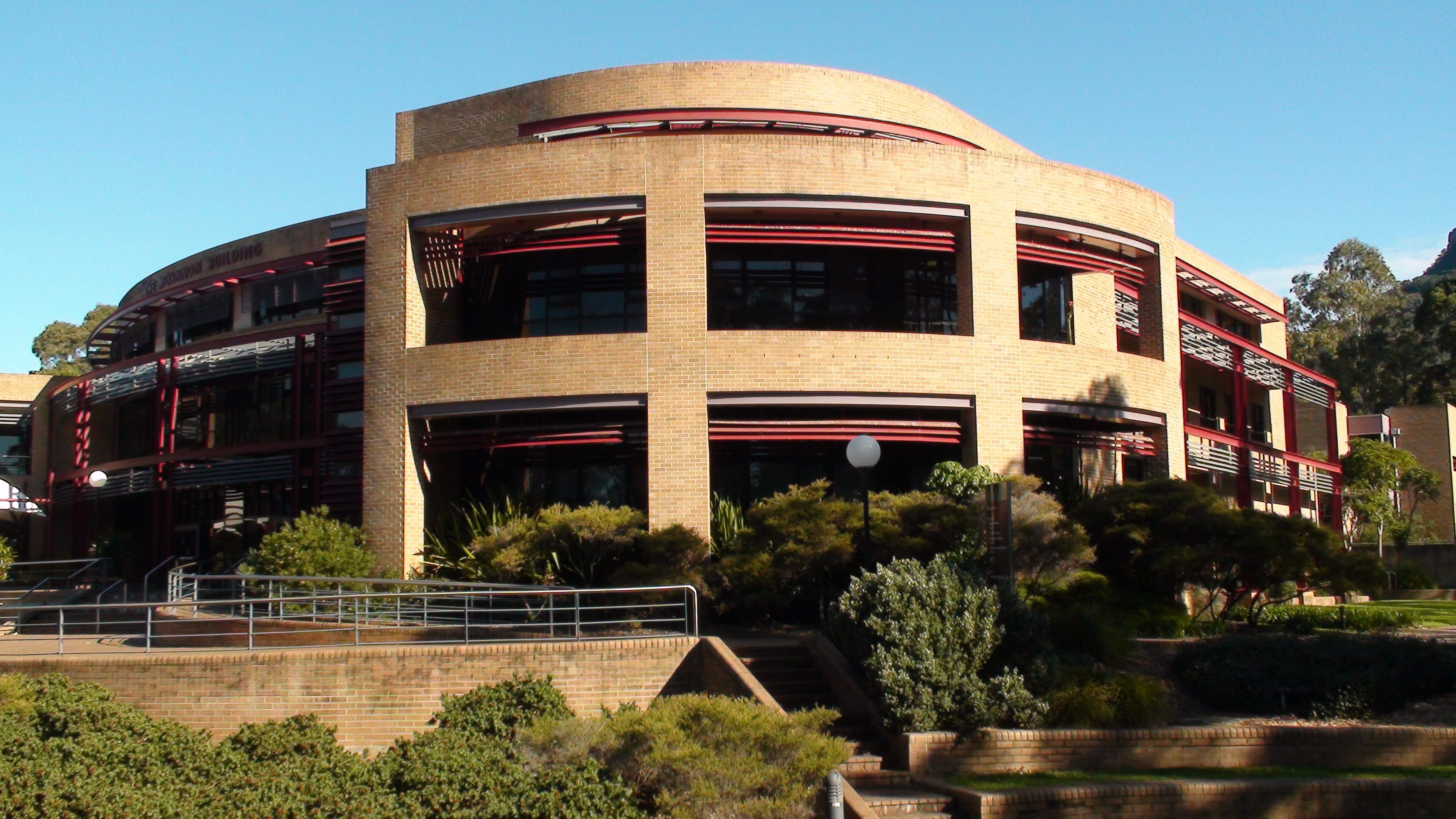
Budynek McKinnona

Powstał w 1975, na bazie istniejącego od 1951 ośrodka zamiejscowego Uniwersytetu Technicznego Nowej Południowej Walii. Zatrudnia 1500 pracowników naukowych i kształci 22 000 studentów, z czego 2/3 to słuchacze studiów licencjackich, zaś pozostałą część stanowią magistranci i doktoranci. Posiada dwa kampusy, w Wollongong i Nowrze, oraz sześć mniejszych ośrodków. 

## Struktura
Uczelnia składa się z dziewięciu wydziałów:
- Wydział Sztuk
- Wydział Przedsiębiorczości
- Wydział Sztuk Kreatywnych
- Wydział Edukacji
- Wydział Inżynierii
- Wydział Zdrowia i Nauk Behawioralnych
- Wydział Informatyki
- Wydział Prawa
- Wydział Nauk Ścisłych.